# آنا ماریا مارکوویچ
آنا ماریا مارکوویچ (زاده ۹ نوامبر ۱۹۹۹) بازیکن فوتبال اهل کرواسی است که در پست مهاجم است که برای برای باشگاه فوتبال گراسهاپر در سوپر لیگ فوتبال زنان سوئیس بازی می‌کند.

## حرفه ملی
| ردیف | تاریخ          | محل برگزاری                | تعداد بازی | حریف    | نتیجه | نتیجه در پایان بازی | رقابت                              |
| ---- | -------------- | -------------------------- | ---------- | ------- | ----- | ------------------- | ---------------------------------- |
| ۱    | ۳۰ نوامبر ۲۰۲۱ | ورزشگاه آلدو دروسینا، پولا | ۲          | مولداوی | ۱-۰   | ۴-۰                 | مقدماتی جام جهانی فوتبال زنان ۲۰۲۳ |